# Artímpasa
Artímpasa (en grec antic: Ἀρτίμπασα Artímpăsa), també Argímpasa o Argimpasa (Ἀργίμπασα Argímpā̆sa), era una complexa deessa escita andrògina sobirana de la guerra, el poder reial, la força sacerdotal, la fecunditat, la vegetació i la fertilitat. Tenia associada a la Deessa de cames de serp, mare originària dels escites.
Era la variant escita de la deessa iraniana Arti (𐬀𐬭𐬙𐬌)/Aṣ̌i (𐬀𐬴𐬌), que promovia la fertilitat i el matrimoni i guardava les lleis que representaven la riquesa material en totes les seves formes i garantia una descendència abundant. La deessa Artímpasa tenia influències d'algunes divinitats dels tracis, veïns seus, com ara la Lluna, que donava prosperitat, i la deessa de la caça Bendis, que dominava els animals.
Els grecs de la riba nord de la mar Negra identificaven Artímpasa amb Afrodita Urània (Αφροδιτη Ουρανια) i els mateixos escites deien que Urània era Artímpasa. S'han trobat múltiples representacions d'Afrodita i Eros de fabricació grega a les tombes dels nobles escites. Heròdot equipara Artímpasa amb la deessa grega Afrodita. També s'identificava amb Atena (Αθηνα) al Regne del Bòsfor, per les seves qualitats guerreres.
El culte a Artímpasa el duien a terme els enareus, uns poderosos sacerdots profetes o xamans que eren descrits com a hermafrodites o andrògins.